# Cinema d'Estònia

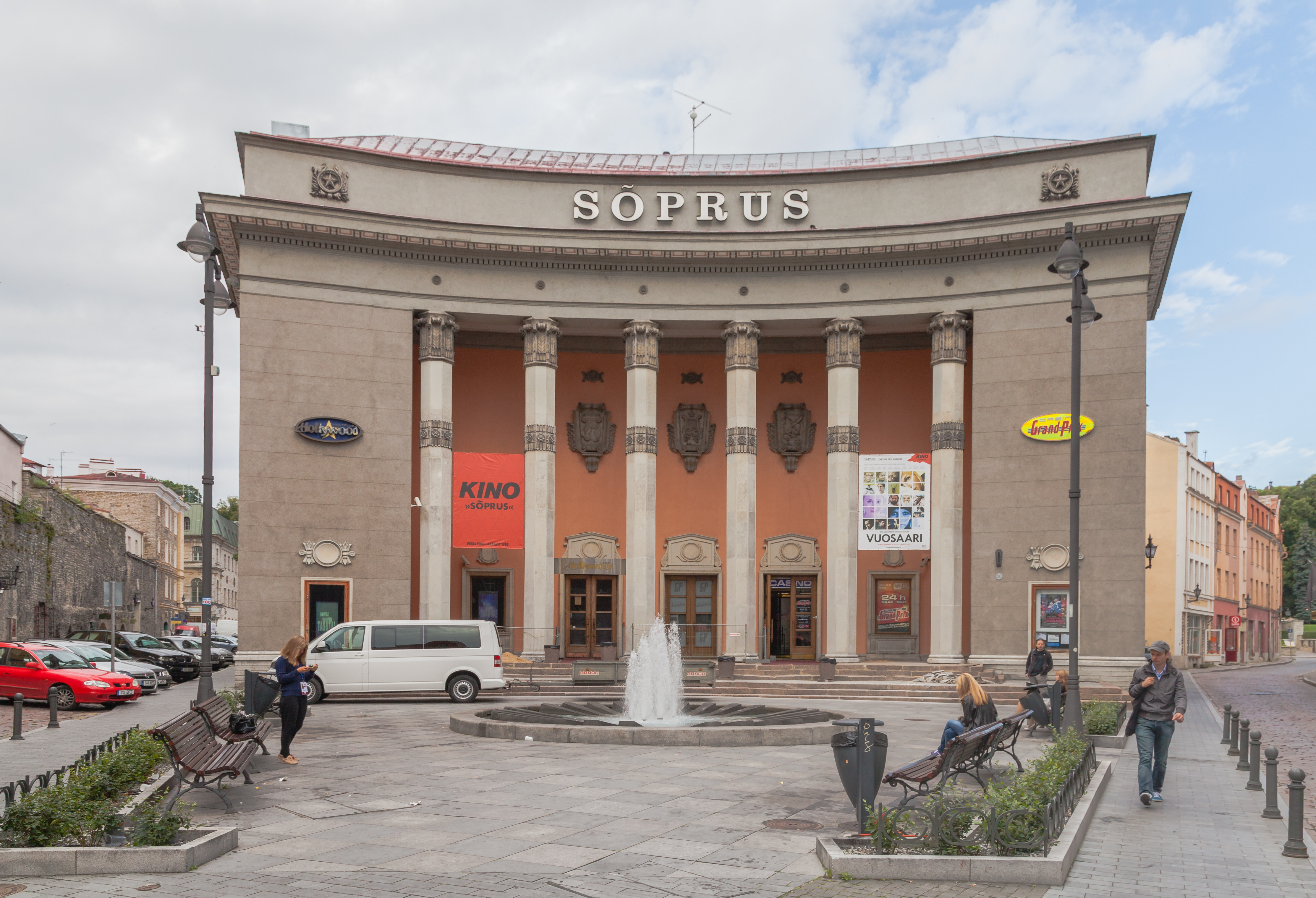
Cine Soprus a Tallinn.

El cinema d'Estònia és la indústria cinematogràfica de la República d'Estònia. Les produccions estonianes han guanyat premis internacionals i cada any noves pel·lícules del país es presenten a festivals de cinema de tot el món.

## 1896-1911
Les primeres «imatges en moviment» es van projectar a Tallinn el 1896. El primer cinema va ser inaugurat el 1908. Aquell mateix any es va realitzar el primer documental local amb la producció d'un noticiari sobre la visita del rei suec Gustau V a Tallinn.

## 1912-1918
El primer documental estonià va ser creat per Johannes Pääsuke el 1912, seguit pel curtmetratge Karujaht Pärnumaal —Caça d'ossos a Pärnumaa— el 1914. El primer estudi cinematogràfic a Estònia, Estonia Film Tartus —Estudi de Tartu d'Estonia Film—, va ser fundat pel mateix Pääsuke (1892–1918). Va produir documentals, curtmetratges i imatges de la natura estoniana per al Museu Nacional d'Estònia. Karujaht Pärnumaal va ser el primer curtmetratge de ficció realitzat a Estònia. En total, vuit pel·lícules realitzades per Pääsuke s'han conservat i s'emmagatzemen als Arxius Fílmics d'Estònia.

## 1918-1940

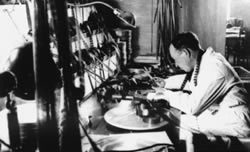
Konstantin Märska al Cine Cultural Estonià de 1936.

El primer llargmetratge estonià va ser realitzat el 1924: Varjude mäng —El joc de les ombres—, dirigit per Konstantin Märska i produït per la seva companyia Konstantin Märska Filmiproduktsioon. De Märska es conserven dues pel·lícules: Vigased pruudid (1929) i Jüri Rumm (1929). Theodor Lutsu Filmiproduktsioon, l'estudi de Theodor Luts i la seva esposa Aksella Luts, va produir documentals i pel·lícules de ficció. La seva obra Noored kotkad —Àguiles joves— (1927) és considerada generalment la pedra angular del cinema estonià. Luts també va dirigir l'única pel·lícula sonora estoniana produïda abans de la era soviètica, Päikese lapsed —Els fills del sol— (1932), una coproducció estonio-finlandesa. Poc després d'acabar-la, es va traslladar a Finlàndia per treballar com a director de fotografia i no va tornar a Estònia.
Entre els estudis de producció més petits de l'època es trobaven Siirius Film i K. Kalamees Tartu. Després de la Gran Depressió, la principal productora de cinema a Estònia va ser Eesti Kultuurfilm —«Cinema de Cultura Estonià»—, subvencionada pel Estat i centrada principalment en documentals.
A finals dels anys trenta, Miliza Korjus —nominada a l'Oscar i coneguda pel seu paper a El gran vals (1938)—, filla d'un tinent coronel estonià de l'Exèrcit Imperial Rus i posteriorment cap de l'Estat Major del Ministeri de Guerra d'Estònia, va tenir una exitosa carrera al cinema de Hollywood. El primer curtmetratge d'animació estonià, Kutsu-Juku seiklusi, es va realitzar el 1931.

## 1940-1953

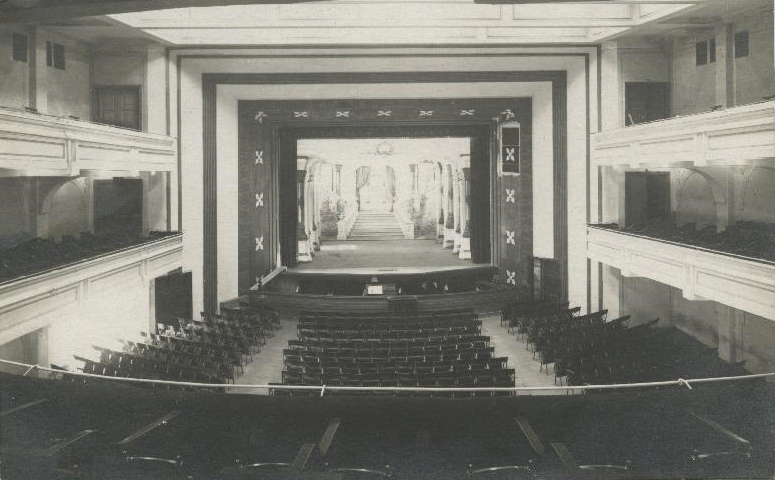
Cinema Grand Marina (Tallinn, 1920-1935).

Durant el primer any d'ocupació soviètica (1940–1941), Eesti Kultuurfilm va ser presa pel Partit Comunista i rebatejada com Kinokroonika Eesti Stuudio —«Estudi Estonià de Noticiaris»—. En les primeres dècades del domini soviètic, després de l'annexió d'Estònia a l'URSS, el 1944 en finalitzar la Segona Guerra Mundial, la majoria dels cineastes actius al país provenien de l'interior de la Unió Soviètica i tenien com a tasca principal la creació de films propagandístics que retratessin la victòria del socialisme, principalment en forma de noticiaris i documentals, com el noticiari Eesti NSV —«Estònia Soviètica»— (1950), realitzat per Semión Semiónovich Shkólnikov, Vladimir Tomberg i altres.
Durant l'ocupació alemanya a la Segona Guerra Mundial, Eesti Kultuurfilm va ser coneguda com Kinokroonika Tallinna Stuudio —«Estudi de Noticiaris de Tallinn»— (1942). El 1947, ja sota control soviètic novament, va passar a anomenar-se Tallinna Kinostuudio —«Estudi Cinematogràfic de Tallinn»—. Durant aquesta etapa es van produir a Estònia dos llargmetratges amb temàtica soviètica dirigits per Gerbert Rappaport, un emigrat austríac a la URSS: Elu tsitadellis —Vida a la ciutadella— (1947), i Valgus Koordis —La llum a Koordi— (1951), aquesta última la primera pel·lícula en color realitzada a Estònia.

## 1953-1991
Després de la mort de Ióssif Stalin el 1953, es va iniciar un període de major liberalització en les polítiques culturals de la Unió Soviètica. Els cineastes van començar a gaudir d'un major control artístic, encara que el finançament seguia provenint del Comitè Estatal de Cinematografia (Goskino) a Moscou, mentre que els organismes censors de la Estat soviètic —Glavlit i el Departament de Cultura del PCUS— mantenien el control sobre l'estrena de les pel·lícules. El 1954, l'Estudi Cinematogràfic de Tallinn va ser rebatejat com Kunstiliste ja Kroonikafilmide Tallinna Kinostuudio —«Estudi Tallinn de Pel·lícules de Ficció i Noticiaris»—, i el 1963 va adoptar el nom de Tallinnfilm. Entre les primeres produccions de l'era destaquen Juunikuu päevad (1957) i Vallatud kurvid (també coneguda com Opasniye Povoroty), codirigides per l'estonià Kaljo Kiisk, sent aquesta última el primer llargmetratge dramàtic rodat en Kinopanorama (1959).
A la dècada de 1960, una obra de l'escriptor estonià Eduard Bornhöhe sobre el príncep Gabriel va ser adaptada al cinema per Arvo Valton. Grigori Kromanov va ser designat director de Viimne reliikvia —L'última relíquia—, estrenada per Tallinnfilm el 1969. La pel·lícula va batre el rècord de taquilla a tota la Unió Soviètica en vendre 44,9 milions d'entrades. Va ser distribuïda amb èxit internacional per l'exportadora soviètica de cinema en més de 60 països. El film fins i tot va influir en la literatura estoniana: dos relats curts nominats al premi Friedebert Tuglas entre 1970 i 1975 inclouen referències a Viimne reliikvia.
Aquell mateix any es va estrenar una altra fita del cinema estonià: Kevade —Primavera—, dirigida per Arvo Kruusement i basada en la popular novel·la d'Oskar Luts. Durant els anys 1980 van destacar pel·lícules com Hukkunud Alpinisti hotell —L'hotel de l'alpinista mort—, de Kromanov, i diverses cintes dirigides per Kaljo Kiisk, com Nipernaadi (1983).
La directora més destacada d'aquest període va ser Leida Laius, coneguda per Kõrboja peremees (1979) i Naerata ometi (1985), aquesta última guardonada amb el Premi UNICEF al Festival Internacional de Cinema de Berlín de 1985. Altres films representatius del període soviètic són Ideaalmaastik —El paisatge ideal— (1980), de Peeter Simm, Ma pole turist, ma elan siin —No sóc turista, visc aquí— (1988), de Peeter Urbla, i les pel·lícules de Jaan Kolberg al final de la era soviètica: See kadunud tee —Aquest camí perdut—, 1990) i Võlausaldajad —Creditors— (1992). Entre els actors més importants del cinema estonià durant el període soviètic es troben Rein Aren, amb prop de 30 papers, Jüri Järvet i Leonhard Merzin.

## 1991-present
Després del col·lapse de la Unió Soviètica i la recuperació de la independència d'Estònia, els costos de producció cinematogràfica van augmentar dràsticament, cosa que va portar a una forta caiguda en l'activitat del sector durant la dècada de 1990. El punt més baix es va assolir el 1996, any en què no es va produir cap llargmetratge de ficció i únicament es van realitzar dos documentals: Lipule... güüsile... valvel! i Turvalisuse illusioon.
El 1997, el Ministeri de Cultura d'Estònia va fundar la Fundació Cinematogràfica d'Estònia. Aquell mateix any, l'estrena de Minu Leninid —Tots els meus Lenins—, una paròdia sobre la Revolució soviètica dirigida per Hardi Volmer, va marcar l'inici d'una recuperació al cinema estonià. El 1998 es van produir dos llargmetratges. Georgica, dirigida per Sulev Keedus, va guanyar el Premi FIPRESCI al Festival de Cinema d'Estocolm el 1998 i el Premi Especial del Prix Europa el 1999. Ristumine peateega —Encreuament amb la carretera principal—, d'Arko Okk, va obtenir el Premi FIPRESCI al mateix festival el 1999 i el premi OPERA PRIMA al Festival Internacional de Cinema de l'Uruguai el 2000. A més, va ser la primera pel·lícula estoniana projectada al Festival Internacional de Cinema de Hong Kong.
La pel·lícula estoniana més taquillera del 2002 va ser Nimed marmortahvlil —Noms en marbre—, dirigida per Elmo Nüganen. El 2003, la comèdia Vanad ja kobedad saavad jalad alla —Made in Estonia—, de Rando Pettai, va superar en la taquilla local a superproduccions com El Senyor dels Anells: Les dues torres. El 2004 van debutar dos joves directors, Jaak Kilmi i René Reinumägi, amb Sigade revolutsioon —La revolució dels porcs—, que va obtenir el Premi Especial del Jurat i va ser nominada al Sant Jordi d'Or a Moscou i al Gran Premi Astúries al Festival de Gijón.
El 2007 es van produir al voltant de deu llargmetratges a Estònia. Un dels més destacats va ser Sügisball —El ball de tardor—, de Veiko Õunpuu, guardonat com a «Millor director» als festivals de Tessalònica i Bratislava, a més d'obtenir el Venice Horizons Award a la 64a Mostra de Venècia. Aquell mateix any, Georg, dirigida per Peeter Simm, va narrar la vida del cèlebre cantant estonià Georg Ots. Entre les produccions més recents sobresurt The Temptation of St. Tony —La temptació de Sant Tony— (2009), també de Veiko Õunpuu, que va obtenir diversos reconeixements. El 2011, Estònia va produir vuit llargmetratges, un d'ells d'animació. El 2015, la primera pel·lícula estoniana nominada a l'Oscar a la «Millor pel·lícula internacional» va ser Tangerines, dirigida per Zaza Urushadze. El 2019, un altre llargmetratge, Tõde ja õigus del director estonià Tanel Toom, va ser inclòs a la llista curta de nou candidates a l'Oscar en la mateixa categoria.

## Cinema documental
Des dels seus inicis, el cinema estonià ha mostrat una clara inclinació per una mirada antropològica sobre el seu entorn. Entre els cineastes més joves, destaca el nom de Mark Soosaar, qui es va donar a conèixer el 1974 amb Les Femmes de Kihnu (Kihnu Nanine). El 1987, juntament amb el llavors president Lennart Meri —ell mateix autor de diversos documentals—, va fundar el Festival de Cinema Documental i Antropològic de Pärnu. Läbi Pimeduse —A través de la foscor— (2002), presentat al Festival Internacional de Films de Dones de Créteil, és un migmetratge de Renita i Hannes Lindtrop que retrata Sampa, una ciutat obrera de tall comunista.

## Resultats de l'enquesta Top Ten 2002
Les deu millors pel·lícules estonianes de tots els temps, segons una enquesta realitzada el 2002 entre crítics de cinema i periodistes del país, van ser les següents:
- Kevade —Primavera— (1969), dirigida per Arvo Kruusement.
- Hullumeelsus —Bogeria— (1968), dirigida per Kaljo Kiisk.
- Ideaalmaastik —Paisatge ideal— (1980), dirigida per Peeter Simm.
- Viimne reliikvia —L'última relíquia— (1969), dirigida per Grigori Kromanov.
- Georgica (1998), dirigida per Sulev Keedus.
- Nipernaadi (1993), dirigida per Kaljo Kiisk.
- Hukkunud Alpinisti hotell —L'hotel de l'alpinista mort— (1979), dirigida per Grigori Kromanov.
- Naerata ometi —Somriu, si us plau— (1985), dirigida per Leida Laius i Arvo Iho.
- Põrgupõhja uus Vanapagan —El nou diable de Põrgupõhja— (1964), dirigida per Grigori Kromanov i Jüri Müür.
- Tuulte pesa —El niu del vent— (1979), dirigida per Olav Neuland.